# District de Begusarai
Le district de Begusarai est un district de l'état du Bihar, en Inde.

## Géographie
Au recensement de 2011, sa population compte 2 954 367 habitants.
Son chef-lieu est la ville de Begusarai. 